# Geranium rotundifolium
Geranium rotundifolium, conegut amb el nom comú de suassana, és una espècie d'herba anual de la família Geraniaceae.

## Descripció
La tija pot assolir els 10-45 cm d'altura, erecte i pilosa. Les fulles basals en roseta, persistents, les caulinars oposades. Són palmatipartides, piloses en ambdues cares i llargament pedunculades- el pecíol també pilós.
Els geranis de la nostra flora tenen les fulles amb un contorn arrodonit. Geranium rotundifolium també presenta les fulles arrodonides, però a més té els lòbuls molt poc pronunciats. Les flors són de color rosa, amb els pètals sencers o dèbilment escotats. Aquesta característica permet diferenciar-lo clarament de Geranium molle, que poden trobar als mateixos hàbitats i té els fulles semblants, però les seves flors tenen els pètals profundament bilobats. Floreix gairebé tot l'any, des del març fins al novembre.

## Distribució i hàbitat
Distribuïda per gairebé tot Europa, Macaronèsia, Àfrica del Nord, Turquia, el Caucas, Orient Mitjà, repúbliques centreasiàtiques i nord-oest de la Índia; introduïda a Austràlia, Sud-àfrica, costes est i oest dels Estats Units d'Amèrica i Haití. Gairebé tota la península Ibèrica i Illes Balears.
El trobarem a qualsevol herbassar, tant a camps de conreu, com vores de camins i llocs alterats.